# Tuomas Saarenheimo
Tuomas Saarenheimo, född 1964, är en finsk ämbetsman som för närvarande är ordförande för Eurogruppens arbetsgrupp.

## Utbildning och karriär
Saarenheimo tog examen från Helsingfors universitet 1989, där han också disputerade i nationalekonomi 1994.
Tuomas Saarenheimo har varit ständig undersekreterare vid Finlands finansministerium, med ansvar för internationella och finansiella frågor. Han kom till ministeriet 2013. I denna position var han medlem av EU:s ekonomiska och finansiella kommitté, Eurogruppens arbetsgrupp, styrelsen för den europeiska stabilitetsmekanismen och styrelsen för den europeiska finansiella stabilitetsfaciliteten. På grund av denna position beviljades han medlemskap i Eurogroup Working Group, ett rådgivande organ som förbereder Eurogruppens månatliga möten. Han blev också styrelseledamot för Europeiska finansiella stabiliseringsfaciliteten, euroområdets krisfond för att hantera statsskulden.
Saarenheimo har haft flera befattningar vid Finlands Bank. Hans senaste tjänst var som chefsrådgivare och chef för avdelningen för penning- och forskningspolitik. Han har även haft befattningar som verkställande direktör för nordiska och baltiska länder vid Internationella valutafonden, som nationell expert vid Europeiska kommissionen och som forskare vid Helsingfors universitet. Dessutom har han varit verkställande direktör för de nordiska och baltiska länderna vid Internationella valutafonden och nationell expert vid Europeiska kommissionen.
Den 1 april 2020 utsågs Tuomas Saarenheimo till heltidsordförande för Ekonomiska och finansiella kommittén, som förbereder Ekofin och främjar politisk samordning mellan EU:s medlemsländer, och för Eurogruppens arbetsgrupp. sedan hans föregångare Hans Vijlbrief hade avgått för att bli medlem i den nederländska regeringen. Saarenheimo hade valts av Eurogroup Working Group (EWG) i februari och det beslutet ratificerades senare av Eurogruppen. Han blev samtidigt ordförande för den ekonomiska och finansiella kommittén. Saarenheimo hade varit kandidat för ordförandeposten i EWG tidigare under 2018, men han drog sig ur.